# Aledo (Spanien)

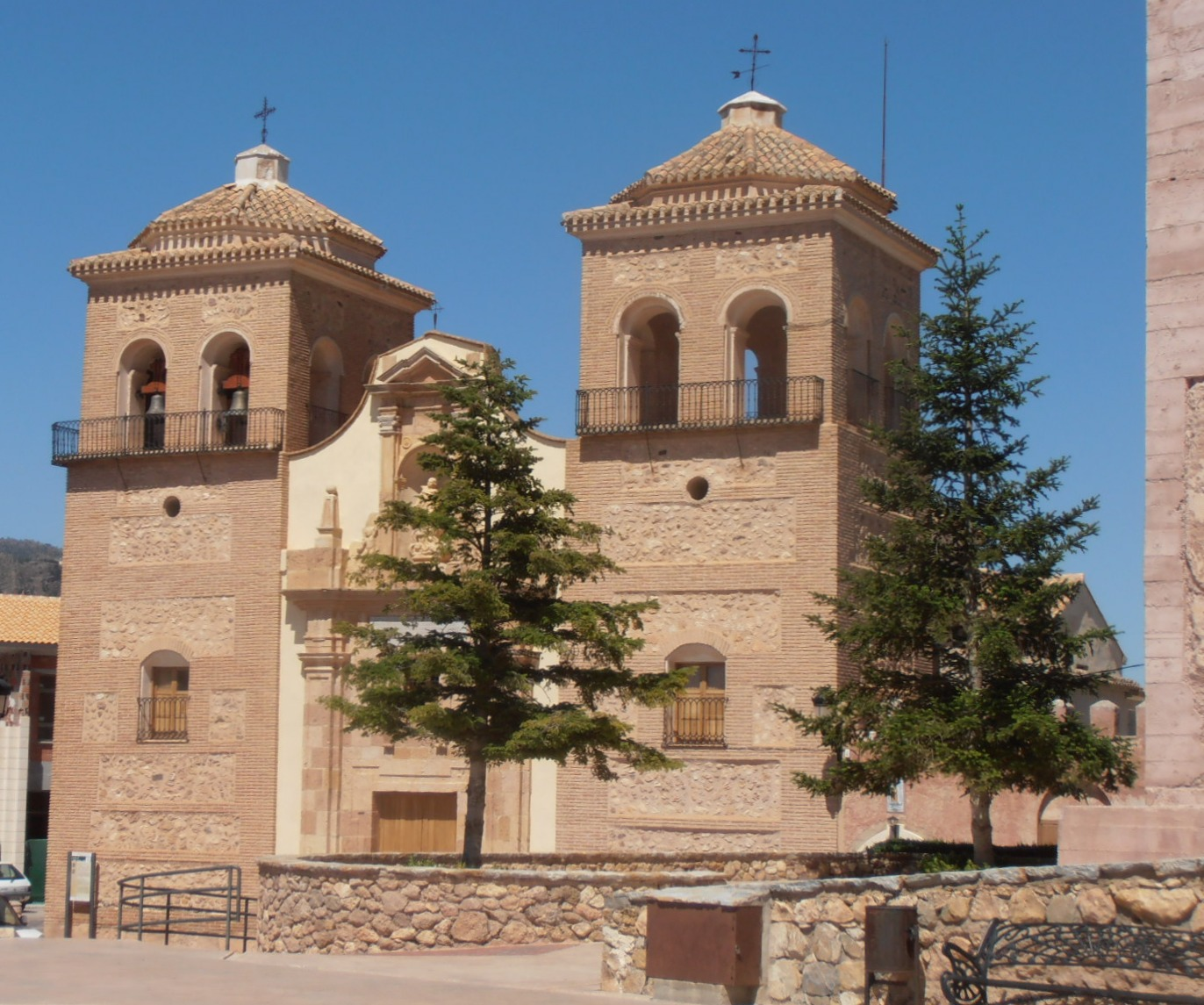
Kirche Santa María la Real
am rechten Bildrand: Torre de Homenaje

Aledo ist eine Stadt in der Autonomen Region Murcia in Spanien. Die Ortschaft zählt 1.108 Einwohner (Stand: 2024).

## Geschichte

### Belagerung durch die Almoraviden

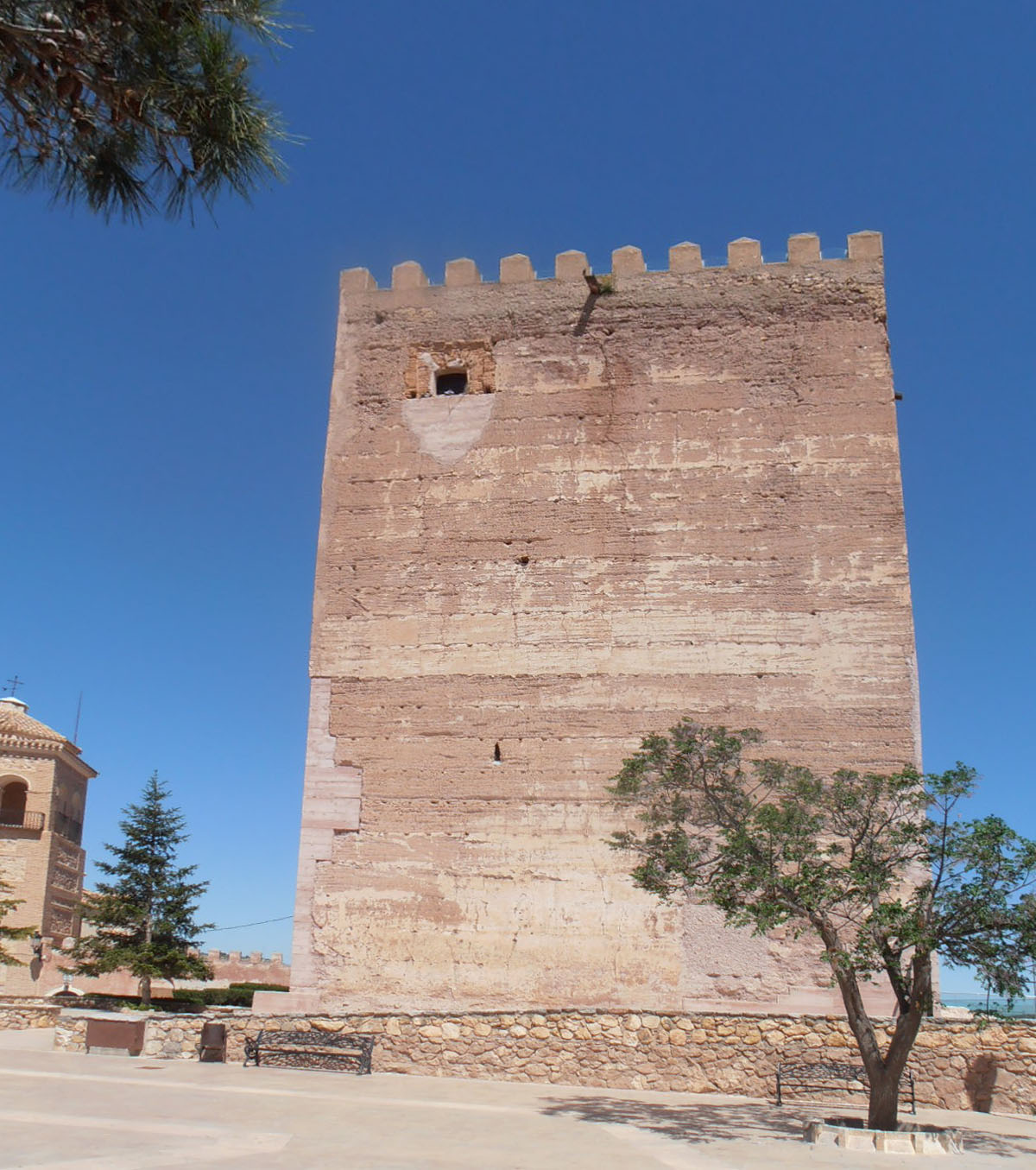
Torre de Homenaje von Westen,
am linken Bildrand: Iglesia Sta María la Real

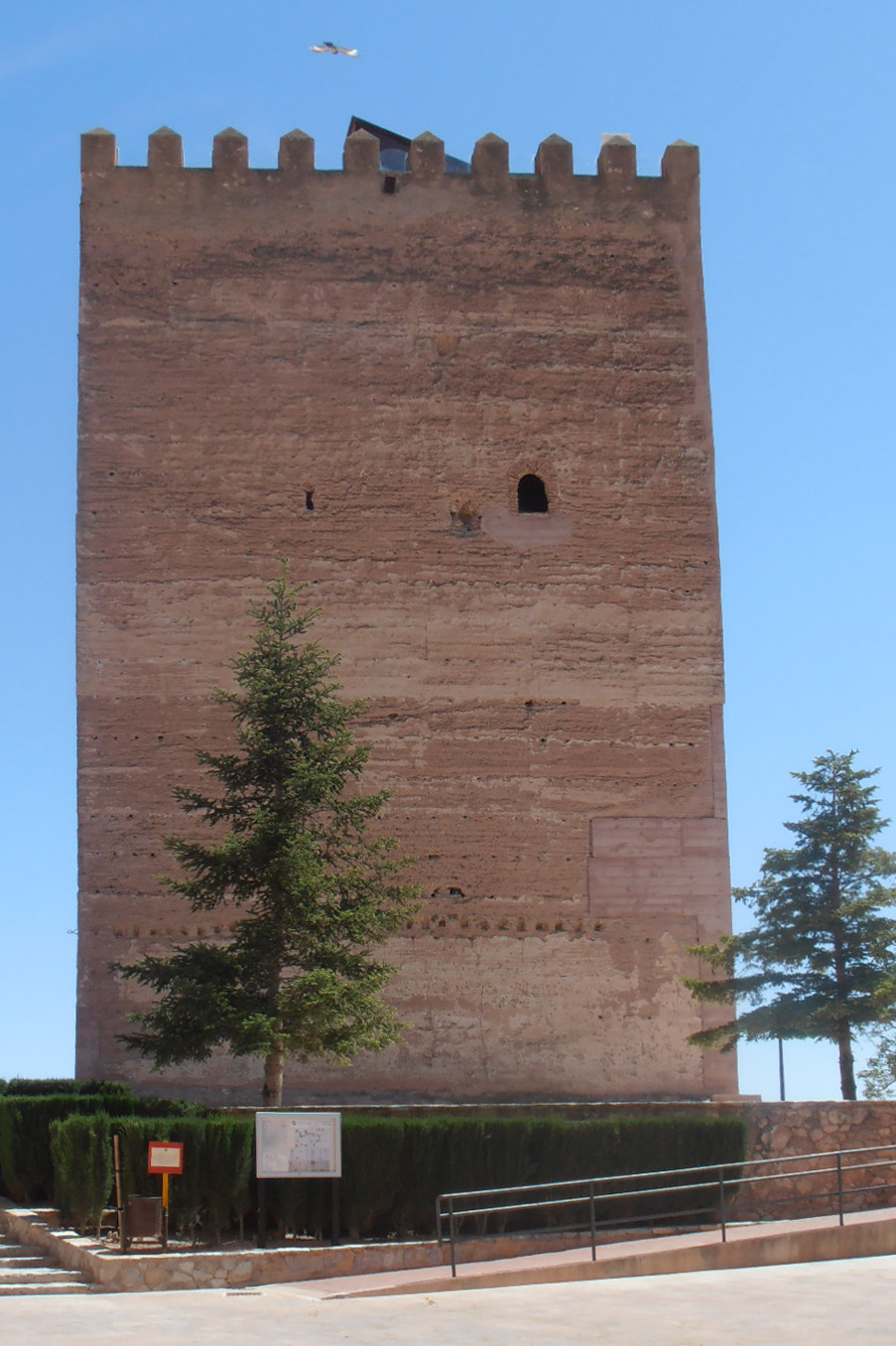
Torre de Homenaje (von Norden)

#### Vorgeschichte
Im ausgehenden 11. Jahrhundert besetzten kastilisch-leonesische Truppen unter Führung des García Jiménez die tief im andalusischen Territorium gelegene Burg und nutzten sie als Ausgangsbasis für Razzien durch die anliegenden Kleinkönigreiche, insbesondere das der Banū Ṣumādiḥ von Almería und das der Zīrīden von Granada. Auch die Kommunikation der von den 'Abbādiden von Sevilla beherrschten Stadt Murcia mit Sevilla wurde empfindlich gestört. Der andalusische Literaturhistoriker Ibn Bassām († 1147) aus Santarém berichtet vom Tod eines arabischen Dichters, der bei einer Razzia der Besatzung von Aledo erschlagen wurde.
Nachdem die Burg einige Jahre in der Hand der Kastilier gewesen war, gelang es den betroffenen andalusischen Herrschern, die Almoraviden aus Marokko für dieses Problem zu interessieren. Diese hatten im Oktober 1086 in der Schlacht von Zallāqa bei Badajoz den Kastiliern schon einmal eine Niederlage beigebracht.

#### Datierung
Wann genau die Belagerung stattfand, ist umstritten. Während die arabischen Quellen ausnahmslos das Jahr 1088 nennen, verlegen die christlichen Quellen die Schlacht in das Jahr 1089. Der Zīrīde 'Abdallāh ibn Buluggīn, Teilnehmer an der Belagerung, datiert die Belagerung von Liyyiṭ (so der arab. Name) in seinem Tibyān nicht genauer.
Die Historia Roderici und ein Diplom Alfons’ VI., das auf dem Rückweg vom Entsatz der belagerten Burg ausgestellt wurde, sprechen vom Jahr 1089. Leider handelt es sich bei dem Diplom nur um eine Abschrift in einer Sammlung von Abschriften, die sich – anhand erhaltener Originale – als nicht vertrauenswürdig erwiesen hat.
Das grundsätzliche Problem der datierenden arabischen Quellen ist der zeitliche Abstand zum Ereignis. Die von den arabischen Quellen vertretene Datierung 1088 wird dennoch aufgrund der Ereignisse bis 1090 und aufgrund der Fülle der Details die 'Abdallāh ibn Buluggīn zwischen der Belagerung und seiner eigenen Entthronung ansetzt, wahrscheinlicher.

#### Ereignisse
Die Historia Roderici berichtet, dass den belagerten Kastiliern in der Burg schon das Wasser ausging, als sie ihrem König Alfonso einen Brief mit Bitte um Entsatz sandten. Alfonso wiederum bat wiederum den Cid Rodrigo Díaz, mit dem er sich kurz zuvor versöhnt hatte, sich mit seinen Truppen ihm anzuschließen. Aus welchen Gründen auch immer, gelang dieser Zusammenschluss nicht. Alfons warf dem Cid vor, ihn ins offene Messer habe rennen lassen wollen, der Cid behauptete, dass ihm der falsche Treffpunkt angezeigt worden sein soll, wo er vergeblich auf seinen König wartete. Überhaupt sei die Vereinigung der Heere doch gar nicht nötig gewesen, denn die Almoraviden hatten sich bei der Nachricht vom Kommen Alfonsos zurückgezogen.
'Abdallāh ibn Buluggīn berichtet wiederum aus dem Lager der Belagerer, über den Streit der andalusischen Kleinkönige untereinander und den Streit der andalusischen Kleinkönige mit ihren Untertanen. Diese beschwerten sich nämlich über das über die Erlaubnis der muslimischen Rechtsschulen hinausgehende Steueraufkommen, welches die Kleinkönige benötigten, mal um Tribute und Schutzgelder an die Kastilier zu zahlen, mal um Heere gegen diese aufzustellen. Insbesondere einer der Richter Granadas, Ibn al-Qula'ī, habe die Untertanen 'Abdallāhs zur Rebellion aufgefordert und Kontakt mit dem Oberbefehlshaber, dem Almoraviden-Emir Yūsuf ibn Tāšufīn gesucht. Auch habe sich 'Abdallāh mit seinem Bruder Tamīm ibn Buluggīn, dem Herrscher Málagas hier erneut überworfen; beide wandten sich hilfesuchend an die Almoraviden-Generäle Sīr und Garūr, um einen Fürsprecher bei Yūsuf ibn Tāšufīn zu haben. Die Generäle ließen sich diese Fürsprache gut bezahlen.
Militärische Ereignisse sind den Quellen kaum zu entnehmen, lediglich Ibn Ṣumādiḥ habe aus Almería eine Belagerungsmaschine mit der Bezeichnung „Elefant“ mitgebracht, die aber, bevor sie zum Einsatz kam, durch ein Brandgeschoss zerstört wurde.
Erst 1092, die Almoraviden hatten inzwischen einen Großteil der andalusischen Kleinkönige destituiert, gelang es, in einer erneuten Belagerung, die Burg auszuhungern.

### Burg des Santiagoordens
1257 wurden die Burgen Aledo und Totana durch König Alfons X. dem Santiagoorden übertragen, was zu einem Ausbau der Burg führte. Der Torre de Homenaje (Burgfried, wörtlich „Ehrenturm“) geht in seiner heutigen Form auf den Ausbau im 13. Jahrhundert zurück. Auch das Emblem der Caballeros de Santiago, das Jakobuskreuz, ist im Wappen der Stadt noch erhalten.

## Politik
| Partei | 2015      | 2015  | 2011      | 2011  |
| Partei | Stimmen % | Sitze | Stimmen % | Sitze |
| PP     | *         | *     | 52,51 %   | 5     |
| PSOE   | *         | *     | 46,30 %   | 4     |

## Bevölkerungsentwicklung der Gemeinde
Quelle: INE-Archiv – grafische Aufarbeitung für Wikipedia